# Gonodactylaceus glabrous
Gonodactylaceus glabrous is een bidsprinkhaankreeftensoort uit de familie van de Gonodactylidae. De wetenschappelijke naam van de soort is voor het eerst geldig gepubliceerd in 1886 door Brooks.